# Ricotia aucheri
Ricotia aucheri är en korsblommig växtart som först beskrevs av Pierre Edmond Boissier, och fick sitt nu gällande namn av Brian Laurence Burtt. Ricotia aucheri ingår i släktet Ricotia och familjen korsblommiga växter. Inga underarter finns listade i Catalogue of Life.